# Calculus Minervae
Calculus Minervae è un'espressione proverbiale latina, traduzione del greco Ἀθηνᾶς ψῆφος (Athēnâs Psêphos). Letteralmente significa "pietruzza di Minerva" e sta ad indicare il voto decisivo espresso in una votazione tramite la deposizione di un coccio in una delle due urne, una per votare a favore, una contro.

## Origine
L'espressione latina ha un'origine tarda, attorno alla fine del II - inizio III secolo. Il corrispettivo greco invece si riferisce ad un episodio descritto ne Le Eumenidi, tragedia di Eschilo: nella votazione della Boulé che doveva stabilire se Oreste doveva essere considerato colpevole per l'uccisione della madre Clitemnestra, la dea Atena in persona esprime il proprio voto, sancendo l'assoluzione dell'imputato. È bene specificare che l'interpretazione dell'episodio è duplice: nelle votazioni a favore o contro un imputato la sua assoluzione era sancita anche da un'eventuale pareggio nei voti (in greco antico: ἰσοψηφία?, isopsēphía); in questa occasione non è chiaro se il voto di Atena avesse permesso di raggiungere il pareggio in modo da determinare l'assoluzione del matricida o se questo sarebbe stato comunque assolto e il voto della dea avesse solo valore simbolico.
Cassio Dione ci racconta poi nella sua Storia romana che tra i vari onori concessi ad Ottaviano Augusto al suo ritorno dall'Egitto nel 29 a.C., c'era anche quello di poter esprimere un Ἀθηνᾶς ψῆφος. Ci sono diverse interpretazioni riguardo a quale potere gli sia stato effettivamente concesso: se, qualora ci fosse un pareggio, potesse esprimere un voto per sbilanciare la conta; se, qualora i voti per la condanna fossero maggiori di uno, potesse esprimere un voto per portare al pareggio e quindi all'assoluzione dell'imputato; se a discapito della votazione il suo voto fosse il solo da tenere in considerazione e quindi egli solo determinasse la sentenza; se avesse il potere di perdonare un accusato. Oltre a questo è importante specificare che la stessa veridicità del racconto è messa in discussione, in quanto quello di Cassio Dione è l'unico testo che ci parli di questa prerogativa concessa all'imperatore.

## Nel mondo moderno
Nel mondo moderno il medesimo ruolo è attribuito in alcuni ordinamenti giuridici al Presidente con voto decisivo in caso di parità. Tra questi casi vi è quello del Senato degli Stati Uniti d'America; anche nella Commissione per la Verità e la Riconciliazione del Sudafrica il presidente Desmond Tutu espresse un voto decisivo nell'ultima seduta. 
Nei paesi anglosassoni questa modalità di voto è definita tie-breaking vote e si distingue dallo swing vote, che è invece il voto oscillante di un componente non ideologizzato in un organo collegiale dispari, che tendenzialmente è portato a decidere chi vince.